# Побутове забруднення повітря

Частка смертей по країнах через забруднення повітря в домогосподарствах у 2017 році.

Забруднення повітря домогосподарств (англ. Household air pollution, HAP) — значна форма забруднення повітря в приміщеннях, головним чином пов'язаним із способами приготування їжі та нагрівання, які використовуються в країнах, що розвиваються. Оскільки більша частина приготування їжі здійснюється на паливі з біомаси у вигляді деревини, деревного вугілля, гною та рослинних залишків у закритих приміщеннях без належної вентиляції, мільйони людей, насамперед жінки та діти, стикаються з серйозними ризиками для здоров'я. Загалом близько трьох мільярдів людей у країнах, що розвиваються, страждають від цієї проблеми. За оцінками Всесвітньої організації охорони здоров'я (ВООЗ), забруднення, пов'язане з приготуванням їжі, щорічно спричиняє 3,8 мільйона смертей. Дослідження Global Burden of Disease оцінило кількість смертей у 2017 році в 1,6 мільйона. Проблема тісно пов'язана з енергетичною бідністю та кулінарією.
Дим від спалювання традиційного побутового твердого палива зазвичай містить низку продуктів неповного згоряння, включаючи дрібні та грубі тверді частинки (наприклад, PM2,5, PM10), монооксид вуглецю (CO), діоксид азоту (NO2), діоксид сірки (SO2), а також різноманітні органічні забруднювачі повітря.
Технологічні рішення цієї проблеми, як правило, зосереджені на постачанні вдосконалених кухонних плит, хоча зміни поведінки також можуть бути важливими.

## Опис і масштаб проблеми

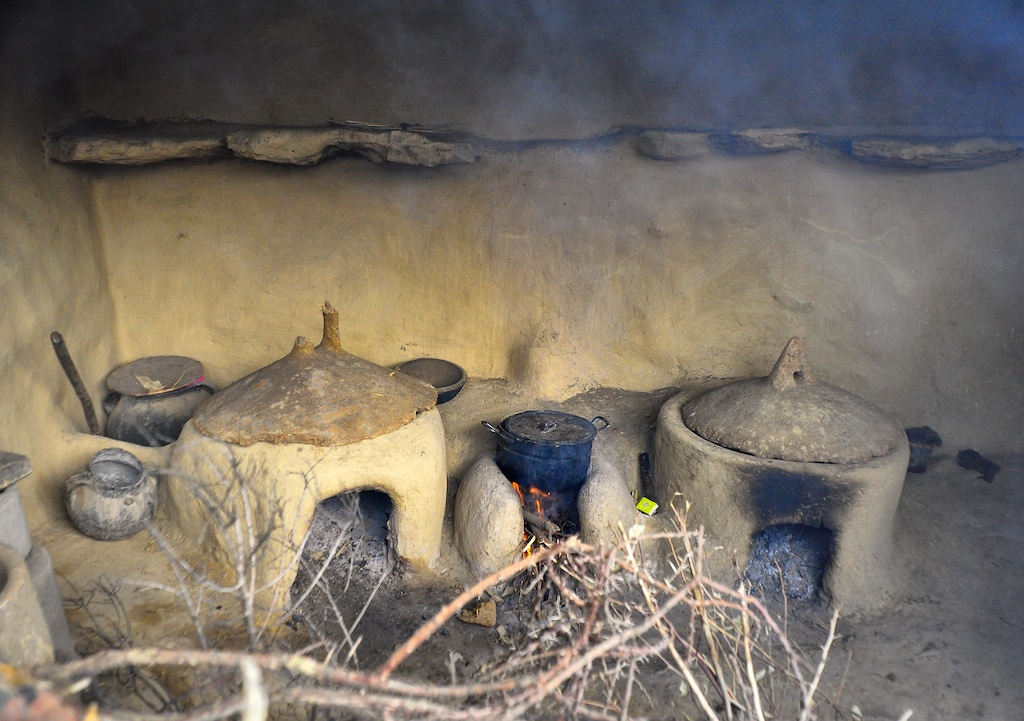
Традиційні дров'яні печі спричиняють забруднення повітря в домогосподарствах.

Три мільярди людей у країнах, що розвиваються, покладаються на паливо з біомаси у формі деревини, деревного вугілля, гною та рослинних залишків як палива для приготування їжі та опалення. Оскільки більша частина приготування їжі здійснюється в приміщеннях без належної вентиляції, мільйони людей, насамперед жінки та діти, стикаються з серйозними ризиками для здоров'я. Основними джерелами забруднення всередині приміщень є горіння та будівельні матеріали. У 2012 році в країнах, що розвиваються, 4,3 мільйона смертей були пов'язані з впливом ІП, майже всі вони померли в країнах з низьким і середнім рівнем доходу. Найбільший тягар несуть регіони Південно-Східної Азії та Західної частини Тихого океану: 1,69 і 1,62 мільйона смертей відповідно. Майже 600 000 смертей трапляються в Африці, 200 000 — у регіоні Східного Середземномор'я, 99 000 — у Європі та 81 000 — на американському континенті. Решта 19 000 смертей припадають на країни з високим рівнем доходу.
Незважаючи на те, що рівень залежності від палива з біомаси зменшується, цей ресурс, що скорочується, не встигає за зростанням населення, що зрештою може поставити довкілля під ще більший ризик.
За останні кілька десятиліть у країнах, що розвивають сябуло проведено численні дослідження забруднення повітря, спричиненого спалюванням традиційного побутового твердого палива для опалення, освітлення та приготування їжі. Зараз добре встановлено, що в більшості країн, що розвиваються, спалювання твердого палива (біомаси, вугілля тощо) у приміщеннях неефективними, часто недостатньо вентильованими пристроями для згоряння призводить до підвищеного впливу побутових забруднювачів повітря. Це пов'язано з низькою ефективністю згоряння спалювальних пристроїв і підвищеним характером викидів. Крім того, їх часто випускають прямо в житлові приміщення. Дим від спалювання традиційного побутового твердого палива зазвичай містить низку продуктів неповного згоряння, включаючи дрібні та грубі тверді частинки (наприклад, PM2,5, PM10), монооксид вуглецю (CO), діоксид азоту (NO2), діоксид сірки (SO2), а також різноманітні органічні забруднювачі повітря (наприклад, формальдегід, 1,3-бутадієн, бензол, ацетальдегід, акролеїн, феноли, пірен, бензопірен, бенз(а)пірен, дибензопірени, дибензокарбазоли та крезоли). У типовій печі на твердому паливі приблизно 6–20 % твердого палива перетворюється на токсичні викиди (за масою). Точна кількість і відносний склад визначаються такими факторами, як тип палива та вміст вологи, тип печі та робота, що впливає на кількість.
У січні 2023 року в The New York Times було опубліковано способи покращення забруднення повітря в приміщенні під час використання газової плити, пов'язані з підвищеним ризиком астми та інших можливих захворювань.

## Вплив на здоров'я
Більшість вимірювань було зосереджено на рівнях впливу твердих частинок (PM) і чадного газу (CO) на зону дихання, які є основними продуктами неповного згоряння та вважаються найбільш небезпечними для здоров'я. Постійно повідомляється, що рівень впливу PM2,5 у приміщенні знаходиться в діапазоні від сотень до тисяч мікрограмів на кубічний метр (мкг/м3). Подібним чином, рівень впливу CO був виміряний від сотень до понад 1000 міліграмів на кубічний метр (мг/м3). Нещодавнє дослідження 163 домогосподарств у двох сільських округах Китаю показало середньогеометричні концентрації PM2,5 у приміщенні 276 мкг/м3 (комбінації різних рослинних матеріалів, включаючи деревину, стебла тютюну та качани кукурудзи), 327 мкг/м3 (дерево), 144 мкг/м3 (димне вугілля) і 96 мкг/м3 (бездимне вугілля) для будинків, де використовуються різноманітні типи палива та конфігурації печей (наприклад, вентильована, невентиляційна, переносна, топка, піч зі змішаною вентиляцією).
Сільські райони Кенії були місцем проведення різноманітних прикладних дослідницьких проектів для визначення інтенсивності викидів, які зазвичай виникають від використання палива з біомаси, зокрема деревини, гною та рослинних залишків. Дим є результатом неповного згоряння твердого палива, якому жінки та діти піддаються впливу до семи годин щодня в закритих приміщеннях. Ці викиди змінюються щодня, від сезону до сезону та зі змінами кількості повітряного потоку всередині помешкання. Рівень забруднення в бідних будинках значно перевищує прийнятний рівень безпеки навіть у сто разів. Оскільки багато кенійських жінок використовують вогонь з трьох каменів, найгірша шкода від цього, один кілограм палаючих дров утворює крихітні частинки сажі, які можуть закупорювати та дратувати бронхіальні шляхи. Дим також містить різні отруйні гази, такі як альдегіди, бензол і чадний газ. Вплив IAP в результаті спалювання твердого палива, з різним ступенем доказів, вважався причинним агентом кількох захворювань. Гострі інфекції нижніх дихальних шляхів (ГНЗЛ) і хронічне обструктивне захворювання легень (ХОЗЛ) є основними причинами захворювань і смерті внаслідок впливу диму. Катаракта та сліпота, рак легенів, туберкульоз, передчасні пологи та низька вага при народженні також підозрюють, що вони викликані ІАП.
Станом на 2020 рік понад 2,6 мільярда людей у країнах, що розвиваються, використовують для приготування їжі забруднюючу біомасу, таку як деревина, сухий гній, вугілля або гас, що спричиняє шкідливе забруднення повітря в домогосподарствах, а також значно сприяє забрудненню зовнішнього повітря. За оцінками Всесвітньої організації охорони здоров'я (ВООЗ), забруднення, пов'язане з приготуванням їжі, спричиняє 3,8 мільйонів смертей на рік. Дослідження Global Burden of Disease оцінило кількість смертей у 2017 році в 1,6 мільйона.
У традиційних кулінарних приміщеннях дим зазвичай виводиться в будинок, а не через димохід. Дим твердого палива містить тисячі речовин, багато з яких небезпечні для здоров'я людини. Найбільш вивчені з цих речовин — чадний газ (CO); дрібні тверді частинки; закис азоту; оксиди сірки; ряд летких органічних сполук, включаючи формальдегід, бензол і 1,3-бутадієн; і поліциклічні ароматичні сполуки, такі як бензо-а-пірен, які, як вважають, мають як короткострокові, так і довгострокові наслідки для здоров'я.
Вплив побутового забруднення повітря майже вдвічі збільшує ризик дитячої пневмонії та є причиною 45 відсотків усіх випадків смерті від пневмонії у дітей віком до п'яти років. Нові дані показують, що HAP також є фактором ризику катаракти, головної причини сліпоти в країнах із рівнем доходу нижче середнього, а також низької ваги при народженні. Приготування їжі на відкритому вогні або небезпечних плитах є основною причиною опіків серед жінок і дітей у країнах, що розвиваються.

### Жінки і дівчата
У більшості домогосподарств, особливо в сільських громадах і в таборах для біженців, жінки та дівчата несуть значну відповідальність за збір дров для приготування їжі. Жінки та дівчата також становлять більшість смертей від забруднення повітря в домогосподарствах. Показано, що в Нігерії заміна традиційних печей на керосині/дровах на більш чисті печі на етанолі пом'якшує несприятливі наслідки вагітності через ГАП.

## Підходи

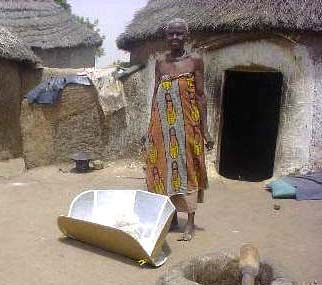
Сонячні плити використовують сонячне світло як джерело енергії для приготування їжі на відкритому повітрі.

### Ранні втручання
На жаль, пошук доступного рішення для усунення багатьох наслідків IAP — покращення горіння, зменшення впливу диму, покращення безпеки та скорочення робочої сили, зменшення витрат на паливо та вирішення проблем сталого розвитку — є складним і потребує постійного вдосконалення. У минулому, починаючи з 1950-х років, спроби покращити кухонні плити були спрямовані в основному на мінімізацію вирубки лісів без урахування IAP, хоча ефективність цих зусиль щодо економії дров є спірною. Різні спроби мали різні результати. Наприклад, деякі покращені конструкції печей у Кенії значно зменшили викиди твердих часток, але призвели до більших викидів CO2 і SO2 . Димоходи для видалення диму було важко спроектувати та були крихкими.

### Покращена успішність
Проте поточні покращені заходи включають димові ковпаки, які працюють так само, як і димоходи, для видалення диму, але, як виявилося, знижують рівень IAP ефективніше, ніж будинки, які покладалися виключно на вікна для вентиляції. Деякі особливості нещодавно вдосконалених печей включають димохід, огородження вогню для збереження тепла, конструкція тримача для каструлі для максимального теплообміну, заслінки для контролю потоку повітря, керамічна вставка для зменшення втрат тепла та системи з кількома каструлями, які дозволяють готувати кілька страви.
Зараз відомо, що печі є одним із найменш витратних засобів для досягнення спільної мети зменшення тягаря IAP для здоров'я, а в деяких регіонах — зменшення навантаження на навколишнє середовище від збирання біомаси. Певного успіху в установці інтервенцій, у тому числі покращених кухонних плит, було досягнуто насамперед завдяки міждисциплінарному підходу, який включає багато зацікавлених сторін. Ці проекти виявили, що для забезпечення успіху програм втручання необхідно вирішити ключові соціально-економічні проблеми. Численні складні проблеми вказують на те, що вдосконалені печі не є просто інструментом економії палива.

### Варіанти стійкої енергії
Широкомасштабне спалювання біомаси можливе лише в тому випадку, якщо воно здійснюється в екологічно чистий спосіб. Занепокоєння має першочергове значення для регенерації відновлюваних і стійких джерел паливної деревини, якщо вона буде доступною в довгостроковій перспективі. Спроби знайти стійкі рішення в Кенії можуть включати вирощування енергетичних культур (дерев і кущів), що також забезпечить додатковий дохід для фермерів. Це рішення принесе користь орним угіддям або пасовищам, схильним до ерозії та затоплення, оскільки коренева система та листовий опад підвищать стабільність ґрунту. Ретельний вибір регенеруючих сортів був би найбільш стійким, оскільки внаслідок обробітку та садіння стабільність ґрунту не порушується. Деякі люди розглядають це рішення як спосіб подальшої експлуатації лісів, але за належного управління лісовими ресурсами це може бути життєздатним рішенням.
Паливо та технологію кухонних плит можна оцінити за двома факторами: енергоефективність та викиди в домогосподарстві. Високопродуктивні ефективні печі можуть певною мірою покращити екологічні результати навіть з нечистим паливом (таким як дрова та біомаса). Відповідно до дослідження, яке порівнює екологічні, соціальні та економічні наслідки життєвого циклу палива для приготування їжі, з більш ефективними плитами «більша теплотворна здатність палива перетворюється на корисну енергію для приготування їжі, і, отже, потрібно виробляти, транспортувати та спалювати менше палива. доставити стільки ж варіння».
Інші екологічні варіанти включають рідке та газове паливо, яке спалюється у високопродуктивних ефективних печах. Наприклад, етанол, вироблений із целюлозної/нехарчової сировини (деревина, відходи сільського господарства), має менший вплив на навколишнє середовище протягом життєвого циклу порівняно з етанолом, виробленим із цукру та крохмальних матеріалів. Незважаючи на те, що зріджений газ виготовляється з невідновлюваного викопного палива, він все ще має менший негативний вплив на здоров'я, ніж традиційне паливо — тому, навіть якщо це не стійка альтернатива, він створює набагато менший вплив на викиди, ніж традиційне паливо.

## Виклики

### Постачання
Існують компроміси між ефективністю та стійкістю на стороні пропозиції кухонних плит і ринку палива. Хоча розробка кухонних печей, які використовують ефективні та чисті джерела палива, є екологічно ідеальною, часто це нежиттєздатне рішення через перешкоди для збільшення виробництва та споживання цього палива. Наприклад, електричні плити називають «чистими» альтернативами біомаси без викидів на побутовому рівні. Однак негативні зовнішні ефекти все ще існують — забруднення навколишнього повітря в районах поблизу електростанцій все ще становить ризик для здоров'я, тоді як виробництво електроенергії в Індії та Китаї (країни, які значною мірою залежать від вугілля для виробництва електроенергії) все ще створює значні екологічні ризики. Більше того, лише домогосподарства, підключені до електричної мережі в країні чи регіоні, матимуть доступ до електроенергії для домашнього споживання енергії, таким чином виключаючи велику частину сільських громад.

### Попит
З боку попиту існують проблеми щодо створення сприятливого середовища для придбання кухонних плит. Включення культурно чутливих методів зміни поведінки (BCTs) до втручання попиту є необхідним для сприяння широкомасштабним змінам поведінки, як обговорюється нижче. Іншим заборонним аспектом втручання в кухонні плити, які не передбачають патерналістського доброго забезпечення, є високі початкові витрати на покращені плити. Споживачі, які перебувають у нижній частині піраміди доходів, часто є цільовими кінцевими користувачами цих вдосконалених технологій, але через відсутність застави або ізоляції вони не мають доступу до традиційних форм споживчого фінансування та кредиту. Інновації в бізнес-моделях і збільшення кількості мікрофінансових установ (МФО) вирішують ці проблеми, однак МФО стикаються з проблемами розширення масштабів. 

### Державне втручання

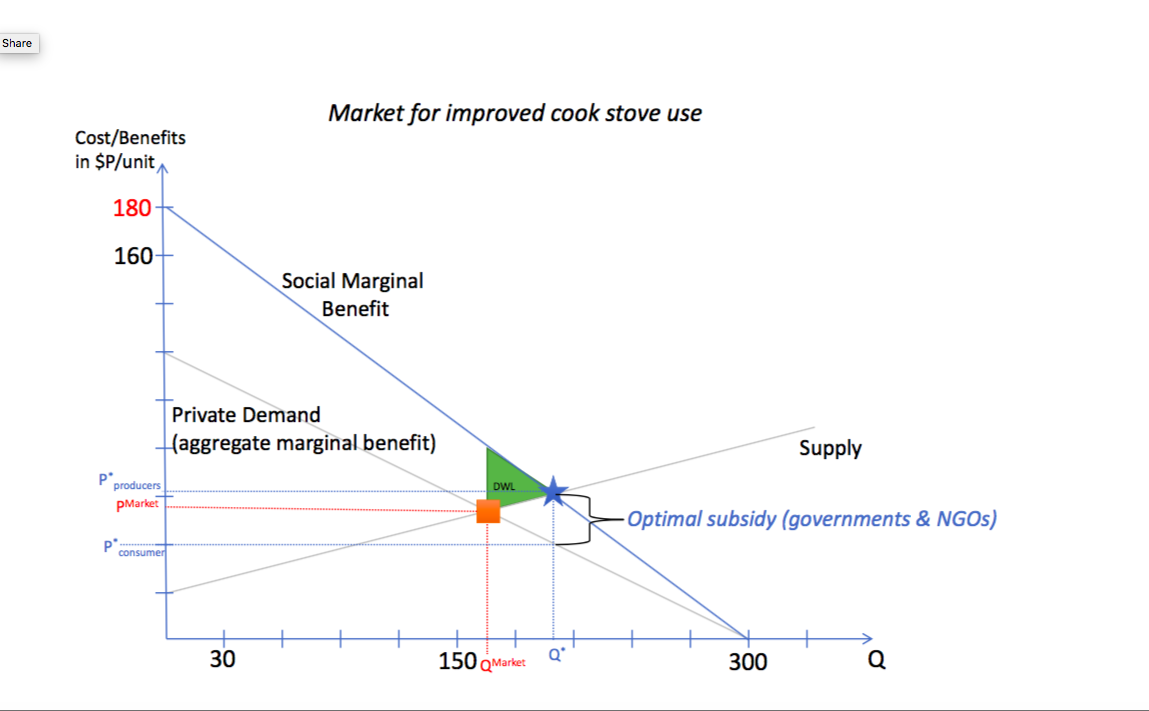
Позитивні зовнішні ефекти споживання від покращеного використання кухонної плити, що виправдовує зовнішнє втручання

Враховуючи негативні зовнішні ефекти, пов'язані з нечистою технологією кухонної плити — негативний вплив на жінок і дівчат; відсутність екологічної стійкості; і підвищений ризик захворювань, пов'язаних з HAP — є вагомі аргументи для державного втручання. Наприклад, однією з форм втручання можуть бути прямі субсидії, пов'язані з впливом на здоров'я та клімат — наприклад, цільові субсидії на вуглецеві ринки. Надання суспільних благ, таких як освіта споживачів, доступ до споживчого фінансування, також було б корисним втручанням. Субсидії на інвестиції в науково-дослідні розробки для більш чистих технологій і палива, а також для впровадження базових стандартів і системи тестування на чистоту та ефективність (також забезпечення суспільного блага) необхідні для створення ефективного та сталого ланцюга постачання.

## Розробки для вдосконалених кухонних плит
Відбулися значні розробки в енергоефективних рішеннях для приготування їжі (покращені кухонні плити), таких як Wonderbag, які також можуть значно зменшити потребу в паливі для приготування їжі в домашніх умовах. Удосконалення технологій дозволило використовувати більш екологічні рішення для приготування їжі на традиційних видах палива, таких як BioLite Home Stove, піч на біомасі, яка зменшує споживання палива на 50 % і викиди до 95 %. Інновації в бізнес-моделях також дозволили постачальникам кухонних плит «значно покращити економіку як виробника, так і кінцевого споживача, одночасно досягаючи високого рівня користі для здоров'я та навколишнього середовища». Наприклад, Inyeneri є комерційною енергетичною компанією в Руанді, яка функціонує більше як «комунальна компанія з виробництва палива для приготування їжі». Його модель успішно вирішує низку проблем, пов'язаних із впровадженням плит, включаючи непомірно високі початкові витрати на плити, схильність споживачів поєднувати нові та старі рішення для приготування їжі та відсутність комерційної життєздатності цих підприємств. Крім того, інновації в мобільних технологіях дозволили таким компаніям, як PayGo Energy у Кенії та KopaGas у Танзанії, подолати ціновий бар'єр, з яким стикаються споживачі з низькими доходами, включаючи високу початкову вартість печей і недоступність покупки палива в малих кількостях (а форма покарання за бідність). МФО також почали звертати увагу на доступ до чистої енергії, про що свідчить успіх Програми мікрофінансування та мікропідприємництва (REMMP), що фінансується USAID.
Необхідно активізувати національні та міжнародні зусилля, щоб знайти короткострокові та довгострокові рішення для мільйонів жінок і дітей, які страждають від бідності та хвороб через забруднення повітря в приміщеннях. Вчені передбачають, що африканський континент першим відчує наслідки глобального потепління, де повсюдна бідність піддасть подальшому ризику мільйони людей через їхні обмежені можливості адаптації. Потенціал є великим для більш стійкої Африки за наявності зобов'язань з боку регіону та за його межами. Пневмонія є вбивцею дітей номер один у світі, а забруднення повітря в приміщеннях є вагомим фактором ризику важкої пневмонії. Світове співтовариство охорони здоров'я оголосило 2 листопада Всесвітнім днем боротьби з пневмонією, щоб підвищити обізнаність про цю хворобу та її причини.

## Освітні заходи та методики зміни поведінки
Освітнє втручання може сприяти зменшенню впливу диму шляхом впровадження методів зміни поведінки, які сприяють усвідомленню небезпеки та заохочують бажання змінити спосіб життя та культуру, що може мати значний вплив на пом'якшення впливу ІАП. Зміна поведінки є одним із аспектів впливу на попит, якого можна досягти за допомогою цільових кампаній соціального маркетингу, які зазвичай бувають двох типів: або кампанії для масового ринку, або цілеспрямовані підходи на місцевому рівні та на рівні домогосподарств, які використовують демонстрації та подальші візити. Дослідження показують, що масові маркетингові кампанії справді сприяють підвищенню обізнаності про ризики забруднення повітря в домогосподарствах, але часто не приносять успіху для збільшення кількості купівель покращених плит.
Розробку цих втручань необхідно здійснювати з урахуванням того, що «потреби та переваги споживачів є складними і залежать від багатьох контекстуальних і соціальних факторів, які вимагають глибокого розуміння культури, що виходить за рамки технологій та економіки». Ці фактори включають внутрішньостатеві проблеми, відчуття потреб, культурне значення їжі та релігійні та культурні переконання. Докази одного успішного державного втручання були виявлені Китаєм, який у період між 1980 і 1995 роками розповсюдив 172 мільйони вдосконалених кухонних плит. Ці зусилля виявилися більш успішними завдяки залученню місцевих користувачів, особливо жінок, які були залучені до процесу проектування та польової роботи.

## Первинне втручання для дітей
Діти до п'яти років 90 % часу проводять вдома. У всьому світі 50 % смертей від пневмонії серед дітей віком до п'яти років спричинені твердими частинками, які вдихають через забруднене повітря в приміщенні. У багатьох будинках по всьому світу для приготування їжі використовується тверде паливо. Це паливо виділяє велику кількість чадного газу та дрібних твердих частинок. Ці хімічні подразники при вдиханні можуть викликати різні легеневі захворювання, починаючи від раку легеневого епітелію або гострої інфекції легеневого тракту.

## Приклади країни

### Кенія
Починаючи з 2004 року, Кенія виявила готовність взятися за проблеми з енергією з біомаси, розуміючи, що споживання пов'язане із забрудненням повітря в приміщеннях і погіршенням навколишнього середовища. Пропозиції Програми розвитку Організації Об'єднаних Націй включають створення установи, яка займатиметься виключно енергією з біомаси, розробляючи керівні принципи політики щодо сталого використання дров, деревного вугілля та сучасної біомаси, як-от чистішого палива та вітрової, сонячної та малої гідроенергії. Короткострокові рішення полягають у більш ефективному домашньому використанні енергії за допомогою вдосконалених кухонних печей, які пропонують більш доступні варіанти в найближчому майбутньому, ніж повний перехід на нетверде паливо. Довгострокові рішення ґрунтуються на переході до сучасних екологічно чистих видів палива та альтернативних джерел енергії в рамках широкої міжнародної та національної політики та економічного порядку денного. Урядова підтримка довгострокових рішень є реальною, як свідчать поточні зусилля в Замбії щодо розробки політики просування біопалива.
Кенія є світовим лідером за кількістю встановлених сонячних енергосистем на душу населення (але не за кількістю доданих ват). Щороку в Кенії продається понад 30 000 маленьких сонячних панелей, кожна з яких виробляє від 12 до 30 Вт. За інвестиції всього в 100 доларів США на панель і проводку фотоелектричну систему можна використовувати для заряджання автомобільного акумулятора, який потім може забезпечувати електроенергією люмінесцентну лампу або невеликий телевізор протягом кількох годин на день. Щороку більше кенійців використовують сонячну енергію, ніж підключаються до електричної мережі країни.
Наступна інформація представляє одне успішне втручання, відоме як проект «Кенійський дим і здоров'я» (1998—2001), який охопив п'ятдесят сільських домогосподарств у двох окремих регіонах, Кадзіадо та Західній Кенії. Ці території були обрані через різні кліматичні, географічні та культурні наслідки. Участь громади була головною метою цього проекту, і, як наслідок, учасники зазначили, що результати значно перевищили їхні очікування. Місцеві жіночі групи та, у випадку проекту у Західній Кенії, брали активну участь у проекті чоловіків. Завдяки залученню кінцевих користувачів проект призвів до більш широкого визнання та створив подальшу вигоду від забезпечення місцевого доходу.
Було обговорено та поширено три ключові заходи; вентиляція шляхом збільшення вікон або відкриття карнизних просторів, додавання димових ковпаків над зоною приготування їжі або можливість встановлення вдосконаленої кухонної плити, такої як плита Upesi. Димові ковпаки — це окремо стоячі пристрої, які діють як димоходи або димоходи, намагаючись витягнути дим із житла. Їх можна використовувати над традиційним відкритим вогнем, і це дослідження показало, що вони сприяють значно нижчому рівню IAP. Моделі димових ковпаків були виготовлені з твердого манільського паперу, а потім перенесені на товстий оцинкований листовий метал і виготовлені на місці. Це призвело до нових можливостей працевлаштування для майстрів, які пройшли навчання в рамках проекту. Піч Upesi, зроблена з глини та обпалена в печі, була розроблена Practical Action та східноафриканськими партнерами для утилізації деревини та сільськогосподарських відходів. Оскільки ця піч була розроблена та адаптована для місцевих потреб, вона мала кілька переваг. Це не тільки скорочує використання дров приблизно вдвічі та зменшує вплив домашнього диму, це також розширює можливості місцевих жінок, створюючи робочі місця, оскільки саме вони виготовляють і продають печі. Ці жіночі групи отримують доступ до технічної підготовки у виробництві та маркетингу та отримують вищу заробітну плату та покращений соціальний статус у результаті впровадження цієї вдосконаленої печі.
Були реалізовані різні переваги, включаючи покращення здоров'я; найважливіший аспект для кожного із залучених жителів села. Люди повідомили про менше внутрішнього тепла, що дозволяє краще спати, менше головних болів і втоми, менше подразнення очей, кашлю та запаморочення. Безпека підвищилася завдяки димовим ковпакам, які запобігали потраплянню у вогонь кіз і дітей, спостерігалося менше забруднення сажею, а також відсутність проникнення змій і гризунів у будинок. Вікна дозволили спостерігати за худобою з приміщення, а також зменшили потребу в гасі завдяки покращеному внутрішньому освітленню. Загалом, середовище в приміщенні значно покращилося з різних простих речей, які сприймаються як належне в сучасних західних будинках. Більше освітленості в приміщенні також забезпечує більший дохід для жінок, оскільки вони можуть вишивати бісером біля вікна, коли погода не дозволяє це робити на вулиці. Дітям також корисно посилити освітлення для домашнього завдання.
Завдяки проекту між жінками розвивалися міжособистісні стосунки, а чоловіки краще підтримували ініціативу своїх дружин, коли результат приносив користь і їм. У той час як початкові спроби покращити печі не мали успіху, теперішні зусилля є більш успішними завдяки визнанню того, що стійкі внутрішні енергетичні ресурси є «центральними для зменшення бідності та голоду, покращення здоров'я… та покращення життя жінок і дітей». Оптимальною короткостроковою метою мінімізації бідності в сільській місцевості є надання недорогих і прийнятних рішень для місцевого населення. Не тільки печі можуть сприяти цьому втручанню, але використання чистішого палива також забезпечить додаткові переваги.

### Гватемала
Подібні вдосконалені проекти печей виявилися успішними в інших регіонах світу. Удосконалені печі, встановлені в рамках рандомізованого дослідження забруднення в приміщенні та впливу на дихальні шляхи (RESPIRE) у Гватемалі, виявилися прийнятними для населення та принесли значні переваги для здоров'я як матерів, так і дітей. Матері в групі втручання мали нижчий артеріальний тиск і зменшення дискомфорту в очах і болю в спині. Крім того, було виявлено, що домогосподарства, в яких проводилось втручання, мали нижчий рівень дрібних часток і чадного газу. Діти в цих домогосподарствах також мали нижчий рівень астми. Ця початкова пілотна програма перетворилася на CRECER (хронічні респіраторні наслідки впливу вдихуваних твердих речовин у ранньому дитинстві), яка намагатиметься спостерігати за дітьми в інтервенційних домогосподарствах протягом більш тривалого періоду часу, щоб визначити, чи покращені печі також сприяють покращенню здоров'я порівняно з тривалість життя.

### Індія
Національна програма вдосконалених чулх в Індії також досягла певного успіху в заохоченні використання вдосконалених печей серед груп ризику. Започаткована в середині 1980-х років, ця програма надає субсидії, щоб заохотити сім'ї купувати довговічні чалхи та встановити димохід. Дослідження 2005 року показало, що печі з димоходами пов'язані з меншою частотою катаракти у жінок. Значна частина доступної інформації з Індії є скоріше характеристикою проблеми, а доступних даних із інтервенційних випробувань менше.

### Китай
Китай досяг особливого успіху в заохоченні використання вдосконалених печей, з сотнями мільйонів печей, встановлених з початку проекту на початку 1980-х років. Уряд навмисно націлився на бідніші сільські домогосподарства, і наприкінці 1990-х майже 75 % таких домогосподарств мали «поліпшені кухні». Огляд 3500 домогосподарств, проведений у 2007 році, показав покращення якості повітря в приміщеннях домогосподарств, які характеризуються нижчими концентраціями дрібних часток і чадного газу в повітрі домогосподарств. Програма в Китаї передбачала масштабне втручання, але витрати на печі були значно субсидовані, тому невідомо, чи можна повторити її успіх.